# 結城座
結城座（ゆうきざ）は、江戸時代前期頃に結城孫三郎（初代）が江戸葺屋町（現在の東京都中央区日本橋人形町付近）に創設した劇場。説経浄瑠璃が演目だったがこれが衰退すると義太夫節の人形浄瑠璃を演じるなどした。その後は移転を繰り返し幕末まで続いた。明治になり、結城孫三郎（9代）が、これまでの演目に加え、糸あやつり、新派劇を演ずる劇団として組織し、結城孫三郎（10代）が東京都武蔵野市吉祥寺に再興した。2009年に公益財団法人となり公益財団法人江戸糸あやつり人形結城座として存続している。

## 沿革

### 草創期
結城座の創設には諸説があり、江戸時代中期の国学者であった津村淙庵が安永5年（1776年）頃から寛政7年（1795年）までの20年間に渡り書き連ねた『譚海』に次の記載がある。
結城孫三郎の名は元禄2年（1689年）刊の正本『越前国永平寺開山記』に見ることができるもののこれ以前にはなく、江戸浄瑠璃の正本でいえば正保5年（1648年）刊の佐渡七太夫『しんとく丸』の方が古い。仮に『譚海』の指す結城孫三郎と『越前国永平寺開山記』の結城孫三郎が同一人物とした場合、寛文2年5月（1662年）刊『江戸名所記』の図中にある看板に『せつきやう 天満八太夫 おくり』の文字が見えることから、天満八太夫の『おくり』上演の方が古いこととなり整合しない。『譚海』の指す結城孫三郎とは代が違うこともありえる。
加藤曳尾庵（1763年ー没年不詳）は『我衣』の中で、天満八太夫を天和期の説経、佐渡七太夫を宝永期の説経、武蔵権太夫と結城孫三郎を元禄の説経浄瑠璃として記している。代々神田雉子町の町名主であった斎藤月岑は、祖父斎藤長秋が寛政年中（1789年－1801年）より調査し草稿としてまとめたものを父の斎藤幸孝が郊外の調査を加え校正し刊行した『江戸名所図会』では『江戸鹿子』を引用しており天満八太夫、江戸孫四郎、江戸半太夫の説経とあるものの結城孫三郎や結城座についての記載はないが、斎藤月岑が天保10年（1839年）に脱稿し弘化4年（1847年）に刊行した『声曲類纂』では『譚海』を引用し結城孫三郎を筆頭に天満八太夫、石見掾藤原重信、佐渡七太夫豊孝、吾妻新五郎、江戸孫四郎らとともに列挙しているものの結城孫三郎の系図は不詳と記している。杵屋勘五郎（3代目）が記した『大薩摩杵屋系譜』を翻刻収録した『音曲叢書』にも結城孫三郎を説経浄瑠璃の元祖として系図左に天満八太夫、石見掾藤原重信、系図下に佐渡七太夫豊孝、吾妻新五郎らとともに記述しているが詳細な年代の記載はない。これとは別に、喜多村信節の嬉遊笑覧（1822年脱稿、1830年刊）には『広く行われしは重太夫より始り、結城は操狂言の座元との称号にあれば』との記述も見える。
関根只誠が記した明治33年（1900年）刊の『戯場年表』を基にして、伊原敏郎が追補した昭和31年（1956年）刊の『歌舞伎年表』は結城孫三郎が葺屋町に操人形座免許されたのを寛文5年7月とした。その中に次の由緒書がある。
秋山清（木芳）は寛文5年7月と記し、黒木勘蔵もまた戯場年表を引用して寛文5年7月としたが劇場が堺町・葺屋町・木挽町5丁目に限定されることになった布告は明暦の大火がきっかけであり、これに前後して劇場の建設や移転があったことを指摘している。
これに対して、水谷弓彦は『譚海』の記述では捉えきれないとして、江戸時代前期の説経節の太夫であった天満八太夫が記載されている史料（役者三座詫、江戸総鹿子、江戸図鑑綱目、江戸咄、役者絵つくし）を挙げ、定かではないとしながら、これら史料に天満八太夫と同じくそれぞれに記載されている江戸孫三郎、江戸孫四郎、結城孫四郎は異なる人物ではなく、いずれも結城孫三郎の別名ではないかと考察し、結城孫三郎（初代）であるかは不明としながらこれら史料にある江戸孫三郎および江戸孫四郎は延宝以降の人ではないかとした。

明治時代の人形遣いであった桐竹紋十郎（初代）の随筆『桐竹紋十郎手記』には次の一節がある。
公益財団法人江戸糸あやつり人形結城座ではこの説を採っており、結城孫三郎（10代目）の自伝『糸あやつり』中の別章で『結城孫三郎人形座の歴史』を記した綿谷雪もこの説を採り上げている。公益財団法人江戸糸あやつり人形結城座を取材した出版物にも同様の記載があり、これら以外にもこの説を採る文献がある。
国史大辞典では結城座の創設を、結城座の項目で元禄初めかとし、結城孫三郎の項目では寛文5年7月と伝えられているとしている。貞享・元禄頃とするものもある。

### 江戸時代中期・後期
正徳元年（1711年）刊の『ほう蔵びく』正本がある。同じ法蔵比丘で結城孫三郎として正本（宝永年間）のものもあるようだが同一のものと考えられている。結城孫四郎の正本（元禄□年正月刊）もある。
『吉原雑話』によれば、正徳から享保にかけて説経や浄瑠璃を語った結城一角という三味線の名手がいたという。この結城一角は『江戸操座本連名』（宝永5年）にある結城一学と同一人物とみられている。享保末頃にも説経節が流行しており吉原の座敷にも行って説経を語ったとする太夫の中に結城孫三郎の名が見える。享保年間には説経が絶えてしまったとする喜多村筠庭の記載とは相違があるが、三田村鳶魚が黒木勘蔵の言を引いて述べている通り衰えはしたものの未だ挽回の仰望する状況で、宝永5年（1708年）3月27日の勝扇子にて歌浄瑠璃元は説経也の頭書が必要だったことからも結城武蔵が説経節をやめて間もなくであったことが窺い知れ、説経節から歌浄瑠璃への転換が行われていたことが分かる。
当時諸国浄瑠璃定芝居名代として江戸結城座の記載がある。
荒御霊新田神徳（安永8年2月。
伽羅先代萩初演（天明5年8月）。
天保6年に堺町から葺屋町に移動した
祇園守太夫こと藤永福寿太夫が結城座に出た（天保7年年始め）。
猿若町で初芝居（天保14年8月）。
女郎花縁助太刀（文化4年7月）。
宝暦の頃に結城十太夫（丸に鷹の羽。
嘉永5年に猿若町2丁目の結城座が操芝居を行った。猿若町に移転してから後は繁盛しておらず休座していた。
安政6年6月から飯倉瑠璃光寺境内で結城座から始まる百日興業を行う。
慶応2年に猿若町から米沢町に移転し操芝居を行った。茶屋も数軒できる等繁盛したが秋頃から休座。

### 平成以降
古典から新作、翻訳物まで幅広い演目をこなす。これまでにヨーロッパ、アメリカ、東欧、ロシア、東南アジアなどで海外公演を行いる。
最近の海外作品としては、パリのコリーヌ国立劇場、ブレストのクァルツ国立演劇センターおよび世田谷パブリックシアターで上演された「屏風」がある。この作品は、原作：ジャン・ジュネ、演出家：フレデリック・フィスバックをはじめとする日仏キャスト・スタッフと結城座により制作された“結城座コラボレーション”である。
なお、吉祥寺にある喫茶店“くぐつ草”は、結城座が経営している。ここは1979年にオープンしている。

## 歴史
1990年　11代目結城孫三郎が孫三郎を返上して退座。三代目結城一糸らと江戸糸あやつり人形座を設立。

## 結城を称する大夫等
結城座および結城孫三郎との関連性は不明だが、ここまで名前が挙がらなかった結城姓を名乗る太夫等は次の通り。
- 『嬉遊笑覧』によれば、筑波山下の辺鄙な場所に住み常陸祭文を演じた結城重太夫を名乗る太夫がいた。天明の頃に江戸本芝3丁目の清水治兵衛出版元から正本を出し江戸では売らず地方で売っていたようで、後に結城を名乗ることに障りがあったのか名を天満重太夫と改めた。結城を名乗っているにもかかわらず説経浄瑠璃は語らず、日本一流の祭文を自称し、専ら歌祭文やチョボクレおよび義太夫節などが混ぜ合わされたものを演じており聞くに堪えなかった[23]とある。上州祭文、浪花節との関連性を記述している[23]。